# مدرسة شاميناد جوليان الكاثوليكية الثانوية
مدرسة شاميناد جوليان الكاثوليكية الثانوية هي مدرسة ثانوية كاثوليكية خاصة ومختلطة، وسط المدينة. تقع في وسط مدينة دايتون، في ولاية أوهايو الأمريكية، وتملكها وتديرها جمعية ماري وأخوات نوتردام دي نامور . سميت على اسم المبارك ويليام جوزيف شاميناد وسانت جولي بيليارت.

## خريجون متميزون
رجال الدين
- بول فرانسيس ليبولد - رئيس أساقفة سينسيناتي
- دوروثي ستانغ - عضوة في منظمة راهبات نوتردام دي نامور، استشهدت في مجال البيئة ومكافحة الفقر [3]

التعليم
- Roderick J. McDavis - أول رئيس أمريكي من أصل أفريقي لجامعة أوهايو

التاريخ
- جيري شاركي - مؤرخ الإخوة رايت

الجيش
- الرائد. الجنرال. جون د - رئيس اللجان العسكرية بالجيش الأمريكي